# Ingrid Book
Ingrid Book, född 1 oktober 1951 i Malmö, är en norsk konstnär, främst känd som ena halvan konstnärsduon Book & Hedén. Tillsammans gör de primärt installationskonst, dokumentärfotografi och video. Återkommande teman för deras konst är natur och samhälle.

## Biografi
Book föddes  i Malmö men är uppvuxen i Norge. Vid 18 års ålder gick Book på Sunnhordland Folkhögskola. År 1970 flyttade Book till villan Fredheim, en teaterskola, studiecentrum och förlag startad av den norska författaren Ingeborg Refling Hagen. Fredheim var centrum för den så kallade Suttungbevegelsen och Suttungteatern. 
Book medverkade i många av Suttungteaterns uppsättningar, både som skådespelare och som dekormålare 
Hon illustrerade även Refling Hagens diktsamling Guds tuntre och barnboken Hilda og de andre. Tiden på Fredheim hade stor inverkan på Books konstnärskap.
Därefter gick Book vidare till utbildning på Statens håndverks- og kunstindustriskole i Oslo 1972–75 och Statens kunstakademi i Oslo 1981–82. På Statens Kunstakademi studerade hon målarkonst.
1990-1996 var Book amanuens och professor på Statens kunstakademi i Oslo. Tillsammans med Hedén etablerade Book den så kallade «malerklassen». Det var ett medieöverskridande undervisningserbjudande till Statens Kunstakademis studenter, som hade stor påverkan på samtidskonstens teoretiske vändning i Norge på 1990-talet. Book och Hedén sade upp sig i protest mot konstakademins administration, och kyrko- och undervisningsdepartementets involvering i frågor inom konstakademin.
Book har även undervisat i Sverige på Valand Konsthögskola i Göteborg 1990–91 och på Konsthögskolan i Umeå 1996-1997.

## Konst

### Solokarriär
Book debuterade 1979 med en målning på Høstutstillingen på Kunstnernes Hus. Hon startade karriären som bildkonstnär men efter avslutade  studier på Statens Kunstakademi blev hon mer intresserad av skulptur och användande av dimensioner. 
Book har själv beskrivit sin konst som abstrakt. Under 80-talet medverkade hon på en rad separat- och kollektiv utställningar i både Sverige och Norge. Book skrev in sig i norsk konsthistoria som en pionjär inom installationskonst på en kollektivutställning på Kunstnerenes Hus 1985, där hon ställde ut ett verk i tre delar gjort av trävirke som var placerat direkt på golvet. Detta räknades som en atypisk konstform i Norge på den tiden.

### Samarbetet med Carina Hedén
Ingrid Book samarbetar med den svenska konstnären Carina Hedén under namnet Book & Hedén. Duon arbetar främst med foto och video, ofta med ett dokumentariskt formspråk.  
I dialog med fotografiet har de utvecklat installationsformatet till att inkludera platser utanför konstgalleriet, såsom koloniträdgårdar, anonyma tätorter, okända skogsområden och militära landskap. Deras verk fokuserar på geografiska, historiska, sociala och politiska förhållande med fokus på reella befolkningsgrupper eller individer.
Samarbetet med Carina Hedén startade 1987. De träffades för första gången i Stockholm i samband med den nordiska utställningen "KEX", där Hedén var kurator för den svenska delen och Book var en av de norska deltagarna. Deras första gemensamma verk var en konstinstallation i närheten av Åmot bru vid Akerselva, Oslo. Temat för verket var miljöförstöring, en tematik de har fortsatt med sedan dess.
Fram till slutet av 1990-talet var Norge Book & Hedéns hemmaplan. År 1996 sade båda upp sina jobb på Statens Kunstakademi på grund av Kyrko-, undervisning- och forskningsdepartementets överhöghet över skolan och flyttade till Halland där Hedén hade ett hus. Fotografier från deras omgivningar i Halland resulterade i fem nya konstprojekt; Hare, Halländskt landskap, Harrys död, Plommon smakar gott och Bexells stenar. (Se även Bexells talande stenar.)

## Politiskt engagemang
Book har varit politisk engagerad med sin konst och utformade bland annat en utställning för norska Amnesty International 1983. Hon har också engagerat sig i konstpolitiken och varit viceordförande i Unge Kunstneres Samfunn. År 1995 var hon en av 17 bildkonstnärer som skrev debattinlägg om inköpen till Museet for samtidskunst och bildkonstnärernas plats i inköpskomittén. Samma år var hon aktiv i debatten om Kyrko-, undervisning- och forskningsdepartementets styrning av  Statens Kunstakademi

## Utställningar

### Ingrid Book: Separat- och kollektiv utställningar(urval)[1]
- Sub Bau, Göteborg 1987
- Frognergalleriet, Oslo 1984
- Galleri UKS, Oslo 1981
- Galleri Prosess, Oslo 1979
- Norsk skulptur, Trädgårdsföreningen, Göteborg 1992
- Aurora 3, Nordisk Konstcentrum, Helsinki 1989
- Sesjon 85, Kunstnernes Hus, Oslo 1985
- 27 Unge malere, Kunstnernes Hus, Oslo 1981
- Høstutstillingen, Oslo 1979

### Book & Hedén: separat- och kollektivutställningar (urval)[16][17]
- Egentlige eventyr, Kunstbanken Hedmark kunstsenter, 2021
- 33 Dagen fra et krekekratt, Kulturhus Fredheim, Tangen, 2019
- KNOW-HOW/SHOW-HOW, Kunstnerforbundet, Oslo, 2018
- Nikolais natt/Nikolai’s Night, video installation, Heine Onstad Kunstsenter, Oslo, 2016
- SUPERWEEDS SUPERBUGS, Concerned Artists Norway,Tøyen metro station, Oslo, 2015
- The time has come, Gödestad Kyrka, Varberg, 2014
- Löfdahl, Book & Hedén, Gerlesborgs Konsthall, Hamburgsund, 2013
- Hotel Notes	1982-2012, Kunstnerforbundet,Oslo, 2013
- The Places Themselves, Preus Museum, Horten,Norge, 2009
- Military Landscapes, Bergen Kunsthall, Bergen Norge, 2008
- Stenasalen, Göteborg Konstmuseum, 2007
- Temporary Utopias, The Museum of Contemporary Art, Oslo, 2003
- The Fruit Culturist, Hamnmagasinets Konsthall, Varberg 2000

### Offentlig konst (Book & Hedén)[16]
- Lofsrud skole, Oslo (Ingrid Book)
- MUN-H-Center, Ågrenska, Mölndal, Sverige
- Rena Military Camp, KORO, Norge
- Betrifft Scheibbs, Kunst im öffentlichen Raum Niederösterreich
- SPP Stockholm
- Entra Eiendom, Skatteetaten, Oslo
- Storebrand, Oslo